# 255 هـ
255 هـ هي سنة في التقويم الهجري امتدت مقابلةً في التقويم الميلادي بين سنتي 868 و869.

## أحداث
- ابتداء ثورة  الزنج بالبصرة في العراق العبَّاسي
- خلع الخليفة العباسي المعتز بالله من قبل الأتراك ثم مقتله، وتولي المهتدي بالله  ضمن فترة تاريخية حرجة عرفت بفوضى سامرَّاء
- فتح جزيرة مالطا على يد القائد أحمد بن عمر الاغلبي.

## مواليد
- أبوبكر محمد بن داوود الظاهري
- القاسم بن ثابت السرقسطى
- محمد بن الحسن المهدي
- أبو بكر محمد بن داوود الظاهري
- القاسم بن ثابت العوفي

## وفيات
- الجاحظ
- خفاجة بن سفيان
- الدارمي السمرقندي
- سابور بن سهل
- عبد الله بن هاشم الطوسي
- محمد المعتز بالله
- موسى الثاني
- الإمام الدارمي